# Битва при Цираллуме
Би́тва при Цира́ллуме — вооружённый конфликт, произошедший 30 апреля 313 года близ города Перинфа между Лицинием и Максимином II Дазой в ходе Гражданский войн времён тетрархии.

## Предыстория

### Становление тетрархии
В 293 году, по инициативе римского императора Диоклетиана появилась тетрархия — форма административного управления Римской империей, при которой власть над территориями распределена между четырьмя людьми: самим Диоклетианом, Максимианом, Констанцием I Хлором и Галерием.
1 мая 305 года Диоклетиан и Максимиан отказались от титулов, которые отошли Флавию Северу и Максимину II Дазе.
25 июля 306 года Констанций I Хлор умер, одним из новых тетрархов стал его сын, Константин I Великий; в этом же году сын Максимиана, Максенций объявил себя тетрархом. Галерий послал Флавия Севера разобраться с ним, последний умер в 307 году при туманных обстоятельствах.
В 308 году вместо Константина I Великого тетрархом был назначен Лициний.

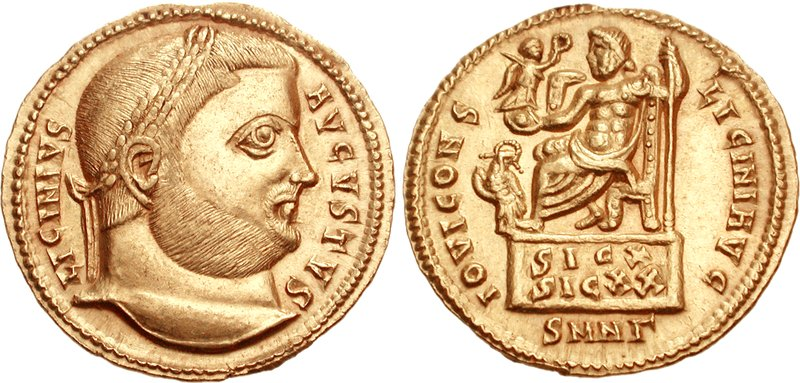
Фоллис Лициния (ок. 317—318).

### Борьба Лициния и Максимина II Дазы
В 311 году, после смерти Галерия, провинции Восточной Римской империи были поделены между Лицинием и Максимином II Дазой: первый владел территориями, находящимися в Восточной Европе, второй — в Азии. Однако, формально они не были равны: Лициний носил титул августа (старшего императора), а Максимин — цезаря (младшего императора). По этой причине последний провозгласил себя августом. В феврале 313 года он узнал о заключении союза между Лицинием и Константином I Великим и об издании Миланского эдикта, гарантировавшего свободу вероисповедания христианам.
Максимин собрал армию в 70 тысяч человек и достигнул провинции Вифиния. В апреле его войска пересекли пролив Босфор и занял город Византия, удерживавшийся войсками Лициния, за 11 дней. Затем, в ходе восьмидневной осады, он взял Перинф.

## Подготовка к битве

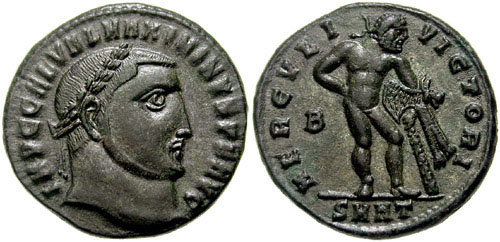
Фоллис Максимина II Дазы (ок. 313).

Лициний обладал меньшим войском, состоявшим лишь из 30 тысяч человек. С ним он прибыл в Адрианополь и, пока Максимин осаждал Перинф, разбил лагерь в 18 милях (приблизительно 26,5 километрах) от Адрианополя.
Лициний и Максимин встретились близ этого лагеря, расположенного на территории современного города Чорлу в Турции, однако из переговоры были безуспешными, поэтому после них последовала битва.
У Лициния и Максимина были различные религиозные убеждения. Перед битвой, Максимин дал клятву богу Юпитеру, обещая, в случае победы, уничтожить христиан. Лицинию же во сне явился ангел, сообщивший, что для победы в битве ему необходимо немедленно встать и вознести молитву Богу. Лициний обратился к одному из своих секретарей и продиктовал ему текст молитвы, звучавшей в его сне.
Тексты молитв были переданы командирам армии Лициния, а те передавали их простым воинам для заучивания. Лициний планировал начать сражение 1 мая, в день своего восшествия на престол, однако Максимин начал бой 30 апреля.

## Ход битвы
Воины Лициния, следуя примеру командиров, поставили щиты (скутумы) на землю, сняли шлема и начали молиться. После этого они бросились в атаку, а солдаты Максимина, по словам ритора Лактанция, не сумели «поднять мечи или бросить дротики» в солдат Лициния.
Таким образом, войска Максимина потерпели поражение и были вынуждены отступить.

## Последствия
Максимин прикинулся рабом и сбежал в Никомедию. Позже он сделал попытку сдержать наступление Лициния у Киликийских Ворот, с помощью размещённых укреплений, однако вновь потерпел поражение, так как не имел ресурсов, необходимых для долговременного противостояния Лицинию, и был вынужден отступить к Тарсу, где умер в июле—августе, после чего Лициний без боя захватил все восточные провинции.
Эта победа Лициния изменила баланс сил в Римской империи между Западом и Востоком, что привело к поражению Лициния в войнах 314-го и 324 годов и к тому, что Константин I Великий стал полноправным правителем Рима.